# Sternocoelopsis auricomus
Sternocoelopsis auricomus är en skalbaggsart som beskrevs av August Reichensperger 1923. Sternocoelopsis auricomus ingår i släktet Sternocoelopsis och familjen stumpbaggar. Inga underarter finns listade i Catalogue of Life.